# Kohlenniederlage

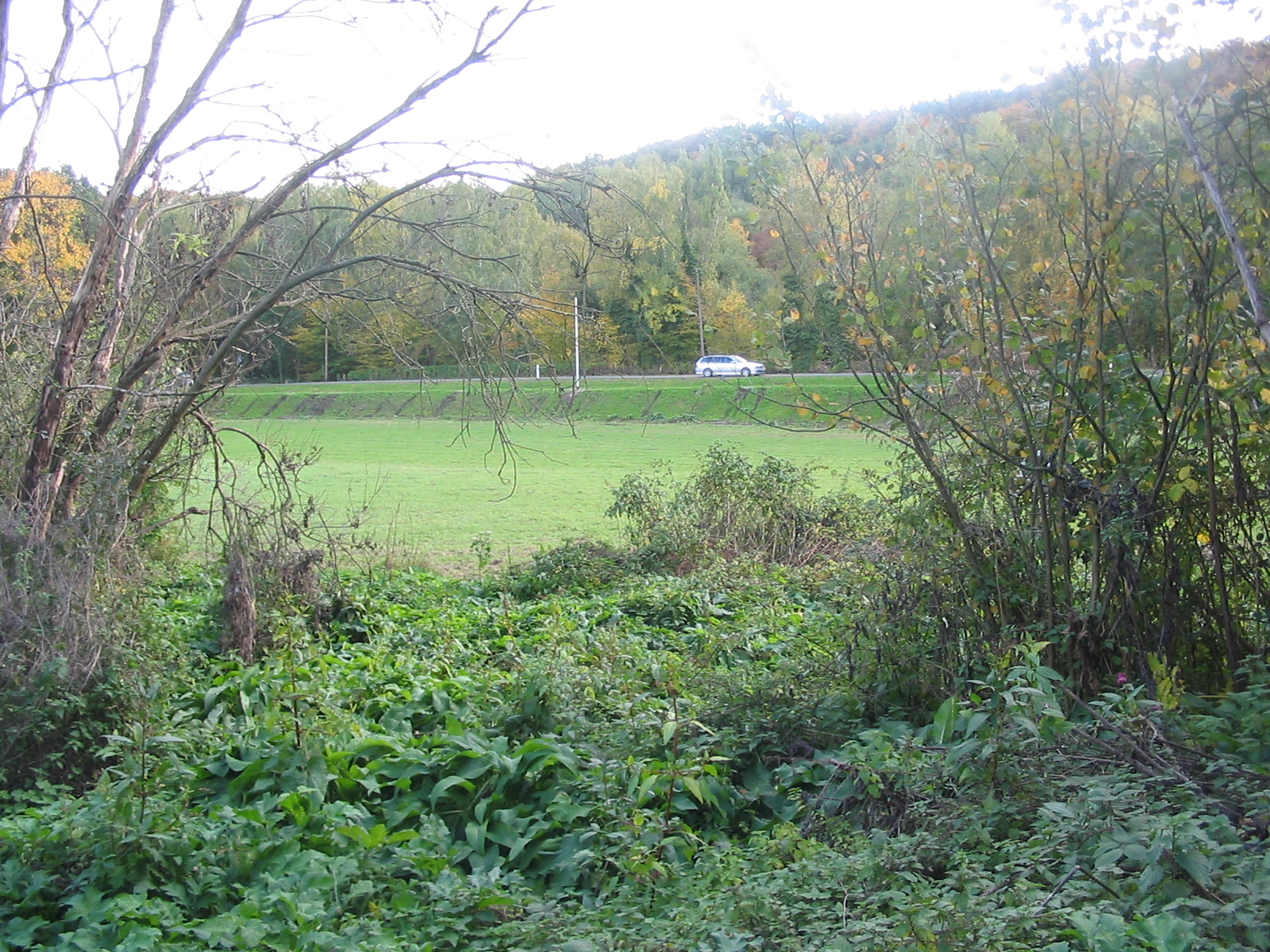
Gelände der ehemaligen Kohlenniederlage der Zeche Nachtigall, 2013

Eine Kohlenniederlage,  auch Kohlenmagazin oder einfach nur Niederlage genannt, war ein Sammellager für die Steinkohle, welche zum Transport über einen Fluss abwärts und zum dortigen Verkauf bestimmt war. Die Kohlenniederlage diente gleichzeitig als Umschlagplatz für die Kohlen, um diese auf ein anderes Verkehrsmittel zu verladen. Ende des 18. Jahrhunderts wurden die meisten Kohlenniederlagen in Verbindung mit der aufkommenden regelmäßigen Ruhrschifffahrt angelegt. Sie waren vom Prinzip her die Vorläufer der später an den Kanälen erbauten Zechenhäfen. Erhalten geblieben und restauriert worden ist beispielsweise die Kohlenniederlage Nachtigall in Witten.

## Grundlagen und Geschichte
Bis ins 18. Jahrhundert hinein erfolgte der Transport und Weiterverkauf der in den Bergwerken gewonnenen Steinkohle über den Landweg. Dieser als Landabsatz bezeichnete Überlandverkauf war sehr umständlich. Außerdem konnten über den Landweg nur geringere Mengen an Tonnage über die oftmals verhältnismäßig großen Distanzen zu den Endverbrauchern transportiert werden. Zwar gab es bereits in einigen Kohlenrevieren wie dem Aachener Revier die Möglichkeit, die Kohlen über Flüsse wie die Maas zu den weit entfernt von den Bergwerken befindlichen Verbrauchern zu transportieren, doch war der Landweg zu den Verladehäfen an der Maas über die großen Distanzen vom Bergwerk zur Verladestelle oftmals immens schwierig. In der zweiten Hälfte des 18. Jahrhunderts nahm der Bedarf an Kohlen erheblich zu, sodass diese Mengen kaum noch über den Landweg zu bewältigen waren. Um dieses Problem zu lösen, mussten kleinere Flüsse wie die Ruhr und die Saar, aber auch die Lippe über längere Strecken schiffbar gemacht werden. Als ab dem Jahr 1780 der Transport der Kohlen mittels Ruhrschifffahrt im großen Stil möglich wurde, konnten für die Kohlen andere Absatzmärkte erschlossen werden. Allerdings war dieser Transport nicht unproblematisch, denn zum einen mussten die Schiffe Flussaufwärts „zu Berg“ von Land aus hochgezogen werden. Das zweite Problem war, dass Flüsse wie die Ruhr nicht ganzjährig voll schiffbar waren, sodass man die von den Bergwerken angelieferten Kohlen an den Flussufern auf Sammellagern der Kohlenniederlagen zwischengelagert wurden. Diese Niederlagen entstanden beispielsweise verstärkt an den Ufern der Ruhr, aber auch an den Ufern der Saar wurden Kohlenniederlagen betrieben. Im Jahr 1885 gab es alleine an der Ruhr 85 Kohlenniederlagen. Im Laufe des 19. Jahrhunderts wurde das Ruhrgebiets zunehmend durch die Eisenbahnen erschlossen. Mit dem Bau der Eisenbahn geriet die Schifffahrt zu Berg erheblich unter Druck, da der Transport per Bahn niedrigere Frachtsätze erforderte als der Transport mit dem Schiff. Letztendlich verlor dadurch die Ruhrschifffahrt an Bedeutung und mit ihr die Kohlenniederlagen.

## Aufbau und Nutzung
Im Wesentlichen bestand eine Kohlenniederlage aus einem befestigten Platz, der von einer Mauer umgeben war und direkt am Ufer des Flusses lag, so dass die Aaken dort anlegen konnten, um mit Kohle beladen zu werden. In den Kohlenniederlagen waren separate Lager angelegt. So konnten die Kohlen bei witterungsbedingter Behinderung oder Einstellung der Ruhrschifffahrt hier zwischengelagert werden. Das Unterteilen der gelagerten Kohle nach Qualität und Gewerken war üblich.
Im Ruhrgebiet hatte jede größere Zeche, deren Kohle die Ruhr abwärts verschifft wurde, eine eigene Niederlage. Kleinere Bergwerke nutzten in der Regel gemeinsam eine Kohlenniederlage. Die Kohle wurden von den Zechen mittels Laufkarren oder Hunten zu den Niederlagen transportiert. Später gab es auch erste Bahnen wie die Muttentalbahn, welche die Kohle von mehreren Stollen zur Niederlage brachten. Als erste Eisenbahngesellschaft auf deutschem Boden gründete Friedrich Harkort 1828 die 1830 eingeweihte Prinz-Wilhelm-Eisenbahn, die die Kohle von Hinsbeck (Ruhr) bis nach Nierenhof im Bergischen Land brachte.